# Wasilij Kazakow
Wasilij Iwanowicz Kazakow, ros. Василий Иванович Казаков (ur. 5 lipca?/17 lipca 1898 w Filippowie, zm. 25 maja 1968 w Moskwie) – radziecki wojskowy, marszałek artylerii, zastępca dowódcy i dowódca artylerii Grupy Wojsk Radzieckich w Niemczech (1945–1950), zastępca dowódcy (1950–1952 i 1953–1958) oraz dowódca artylerii Armii Radzieckiej (1952–1953), Bohater Związku Radzieckiego (1945), deputowany do Rady Najwyższej ZSRR 2. kadencji (1946–1950).

## Życiorys
Urodził się 17 lipca 1898 w wielodzietnej rodzinie chłopskiej, we wsi Filippowo w rejonie buturlińskim guberni niżnonowogrodzkiej, ówcześnie na terenie Imperium Rosyjskiego. W 1911 ukończył szkołę parafialną i w wieku 13. lat rozpoczął pracę w Spółce Akcyjnej „Siemens i Halske” (1911–1913), a następnie pracował w fabryce „Otto Kirchner” (1912–1913) i w zakładach „Geislera” (1913–1916). W 1916 został wcielony do armii carskiej.
Podczas I wojny światowej uczestniczył w walkach Frontu Północnego w okolicach Rygi. W 1917 brał czynny udział w rewolucji lutowej. Od 1918 służył ochotniczo w 6 Dywizji Strzeleckiej Armii Czerwonej. Brał udział w wojnie domowej jako dowódca baterii artylerii oraz w wojnie polsko-bolszewickiej. Po wojnie był dowódcą batalionu artylerii, pułku, szefem artylerii dywizji i korpusu. W 1934 ukończył Akademię Wojskową im. Michaiła W. Frunzego.
Po napaści Niemiec na ZSRR dowodził artylerią 16 Armii, Frontów: Briańskiego, Stalingradzkiego, Dońskiego, Centralnego, Białoruskiego oraz 1 Frontu Białoruskiego. Podczas wielkiej wojny ojczyźnianej brał udział w bitwach pod: Smoleńskiem, Moskwą, Stalingradem oraz w walkach na łuku kurskim i o Dniepr, a także w operacjach: Bagration, wiślańsko-odrzańskiej (w tym w walkach o Poznań), wschodniopomorskiej i berlińskiej.
W literaturze radzieckiej przypisuje mu się upowszechnienie i stosowanie w praktyce takich pojęć sztuki wykorzystania współczesnej artylerii jak „natarcie artyleryjskie”, „podwójny wał ogniowy”, „zmasowane uderzenie artyleryjskie”.
Po II wojnie światowej był zastępcą dowódcy, dowódcą artylerii Grupy Wojsk Radzieckich w Niemczech (1945–1950), a następnie pierwszym zastępcą dowódcy (1950–1952), dowódcą (1952–1953) i zastępcą dowódcy (1953–1958) artylerii Armii Radzieckiej. 11 marca 1955 został mianowany do stopnia marszałka artylerii. W latach 1958–1965 służył na stanowisku szefa Obrony Przeciwlotniczej Wojsk Lądowych, a w latach 1965–1968 był inspektorem generalnym Grupy Generalnych Inspektorów Ministerstwa Obrony ZSRR.
W latach 1918–1923 członek RPK(b) i ponownie od 1932 WKP(b)/KPZR. Deputowany do Rady Najwyższej ZSRR 2. kadencji (1946–1950).
Zmarł 25 maja 1968 w Moskwie i został pochowany na stołecznym Cmentarzu Nowodziewiczym.

## Awanse
- kombrig (комбриг) – 1939
- generał major artylerii (генерал-майор артиллерии) – 4 czerwca 1940;
- generał porucznik artylerii (генерал-лейтенант артиллерии) – 17 listopada 1942
- generał pułkownik artylerii (генерал-полковник артиллерии) – 18 września 1943
- marszałek artylerii (маршал артиллерии) – 11 marca 1955

## Odznaczenia
- Medal „Złota Gwiazda” Bohatera Związku Radzieckiego № 5871 (6 kwietnia 1945)
- Order Lenina – czterokrotnie (8 października 1942, 6 kwietnia 1945, 21 lutego 1945, 30 lipca 1958)
- Order Czerwonego Sztandaru – pięciokrotnie (12 kwietnia 1942, 27 sierpnia 1943, 3 listopada 1944, 24 czerwca 1948, 22 lutego 1968)
- Order Suworowa I stopnia – trzykrotnie (29 lipca 1944, 18 listopada 1944, 29 maja 1945)
- Order Kutuzowa I stopnia (8 lutego 1943)
- Order Suworowa II stopnia (2 października 1943)
- Order Czerwonej Gwiazdy (16 sierpnia 1936)
- Medal „Za obronę Moskwy” (1944)
- Medal „Za obronę Stalingradu” (1942)
- Medal „Za zwycięstwo nad Niemcami w Wielkiej Wojnie Ojczyźnianej 1941–1945” (1945)
- Medal jubileuszowy „Dwudziestolecia zwycięstwa w Wielkiej Wojnie Ojczyźnianej 1941–1945” (1965)
- Medal „Za zdobycie Berlina” (1944)
- Medal „Za wyzwolenie Warszawy” (1945)
- Medal jubileuszowy „XX lat Robotniczo-Chłopskiej Armii Czerwonej” (1938)
- Medal jubileuszowy „30 lat Armii Radzieckiej i Floty” (1948)
- Medal jubileuszowy „40 lat Sił Zbrojnych ZSRR” (1957)
- Medal jubileuszowy „50 lat Sił Zbrojnych ZSRR” (1968)
- Medal „W upamiętnieniu 800-lecia Moskwy” (1947)
- Medal Przyjaźni chińsko-radzieckiej (1955, Chiny)
- Krzyż Złoty Orderu Virtuti Militari (24 kwietnia 1946, Polska)
- Order Krzyża Grunwaldu II klasy (24 kwietnia 1946, Polska)
- Medal za Warszawę 1939–1945 (1945, Polska)
- Medal za Odrę, Nysę, Bałtyk (1945, Polska)